# I Kathimeriní
 (juillet 2015).
Si vous disposez d'ouvrages ou d'articles de référence ou si vous connaissez des sites web de qualité traitant du thème abordé ici, merci de compléter l'article en donnant les références utiles à sa vérifiabilité et en les liant à la section « Notes et références ».
I Kathimeriní (en grec moderne : Η Καθημερινή, Le journal quotidien) est un journal quotidien grec de centre droit fondé en 1902, publié à Athènes et tiré à 35 000 exemplaires.
Longtemps dirigé par Eleni Vlachou, fille du fondateur Georges Vlachos, le journal vit sa publication interrompue pendant la dictature des colonels de 1967 à 1974. Repris en 1988 par Georges Koskotas (impliqué dans un grave scandale économique dans lequel trempa également le Premier Ministre de l'époque Andréas Papandréou), le titre a ensuite été racheté par l'armateur Aristide Alafouzos.
Outre la version originale en grec, il en existe aussi une version abrégée en anglais, distribuée séparément aux États-Unis ainsi qu'en Grèce en supplément du International Herald Tribune. Considéré comme un journal de référence et comme l'un des titres les plus prestigieux du pays (des traductions françaises de ses articles sont régulièrement publiées dans Courrier international), le journal est traditionnellement marqué au centre-droit.
L'International New York Times le publie également dans ses dernières pages en anglais sous l'intitulé « International New York Times-Kathimeriní »,.
Outre un magazine (sobrement intitulé K), l'édition du dimanche comprend plusieurs suppléments de qualité parmi lesquels Tehnes kai Grammata (Arts et Lettres, supplément littéraire) et Epta Imeres (Sept Jours, recueil d'articles consacrés chaque semaine à un thème différent d'histoire, de culture ou de civilisation). Depuis le mois d'août 2008, e-Kathimerini, la version anglaise du journal sur internet publie un supplément magazine le vendredi.
Comme la plupart des quotidiens grecs, Kathimeriní a sacrifié à la mode des DVD gratuits (ou contre un petit supplément) et distribue chaque dimanche un film d'auteur, accompagné d'une présentation soignée.[réf. nécessaire]